# Francisco de Miranda
Sebastián Francisco de Miranda Rodríguez (* 28. března 1750 Caracas - 14. července 1816 Cádiz) byl jihoamerický důstojník a revolucionář původem ze současné Venezuely. Bojoval za nezávislost a sjednocení španělských kolonií v Americe. Jeho celoživotním snem byl sjednocený latinskoamerický stát zvaný Kolumbie, pojmenovaný podle Kryštofa Kolumba. Podle jeho představ by měl v jeho čele stát lidem zvolený císař, který měl nést titul Inky, a toho měl kontrolovat dvoukomorový parlament podle modelu Spojených států. Ačkoli jeho vlastní úsilí bylo neúspěšné, Miranda je považována za průkopníka Simóna Bolívara, který španělskou nadvládu nad Jižní Amerikou nakonec ukončil.
V roce 2006 Venezuela zavedla vojenské vyznamenání, které nese jeho jméno.